# میدان اتحاد (منهتن)
میدان اتحاد یا یونیون اسکوئر (به انگلیسی: Union Square) یک تقاطع تاریخی و محلهٔ اطراف آن در منهتن، شهر نیویورک است که در اوایل قرن نوزدهم، در آنجا خیابان برادوی و جاده بوری - اکنون خیابان چهارم - به یکدیگر برمی‌خوردند. نام آن نشان دهندهٔ این است که «در اینجا دو معبر اصلی جزیره به هم می‌پیوستند». پارک میدان اتحاد فعلی به ترتیب محدودست به خیابان ۱۴ در جنوب، خیابان ۱۷ در شمال و Union Square West و Union Square East در دو سوی غربی و شرقی. خیابان ۱۷ام در انتهای شمالی پارک، برادوی و پارک خیابان جنوبی را به یکدیگر متصل می‌کند. این پارک توسط اداره پارک‌ها و تفریحات شهر نیویورک نگهداری می‌شود.